# Unite Us All
Unite Us All é um EP de quatro faixas da banda Point Zero, agora conhecida como War of Ages. Foi gravado em Orphean Son Studios em 2004 e lançado no mesmo ano.

## Faixas
1. "My Solitude" - (3:31)
2. "False Prophet" - (4:19)
3. "Broken Before You" - (3:51)
4. "One Day" - (4:33)

## War of Ages
- Leroy Hamp - Vocal
- Steve Brown - Guitarra
- Matt Moore - Guitarra
- Nate Owensby - Baixo
- Rob Kerner - Bateria